# 1884 en Lorraine
Chronologie de la Lorraine
- 1880
- 1881
- 1882
- 1883
- 1884
- 1885
- 1886
- 1887
- 1888

Cette page est une liste d'événements qui se sont produits durant l'année 1884 en Lorraine.

## Événements
- Ouverture du Canal de l'Est[1].

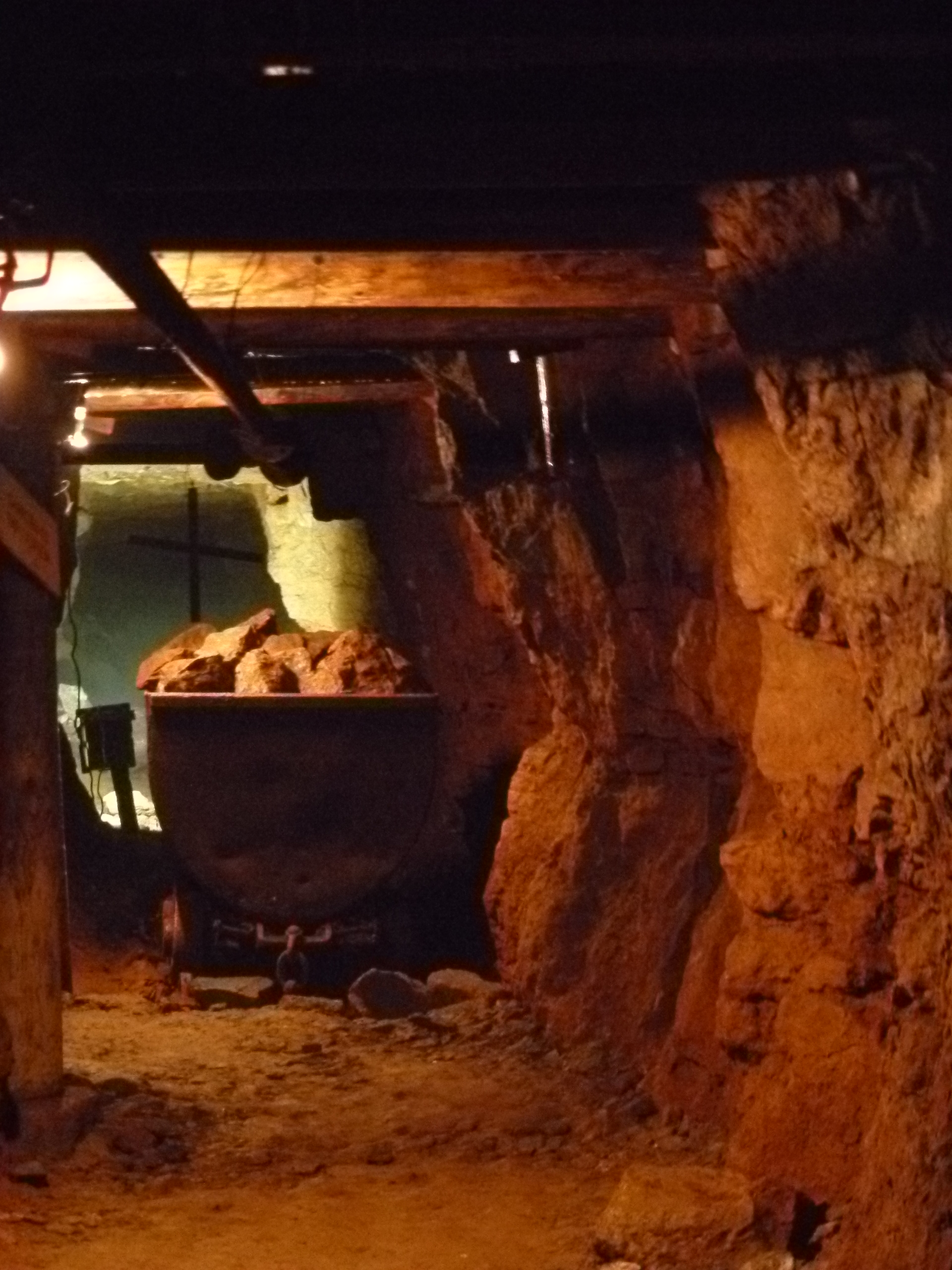
Intérieur de la mine du Val de Fer.

- Première concession d'exploitation du minerai de fer du bassin de Longwy, au Coulmy.
- Création du chemin de fer (« Le Coucou ») qui relie la mine du Val de Fer à l'usine sidérurgique, elle aussi située à Neuves-Maisons, mais plus bas, près de la Moselle[2].
- Arrivée à Metz du 98e régiment d'infanterie créé le 24 mars 1881 dans le Brandebourg[3].

## Inscriptions ou classements aux titre des monuments historiques
- Dans les Vosges : Basilique de Grand[4]

## Naissances

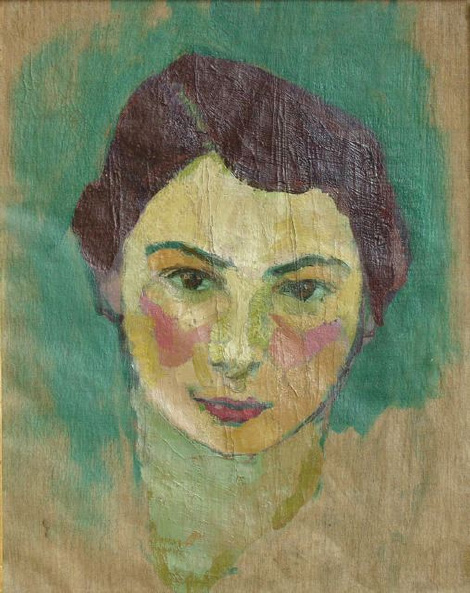
Ilse Heller Lazard (autoportrait)

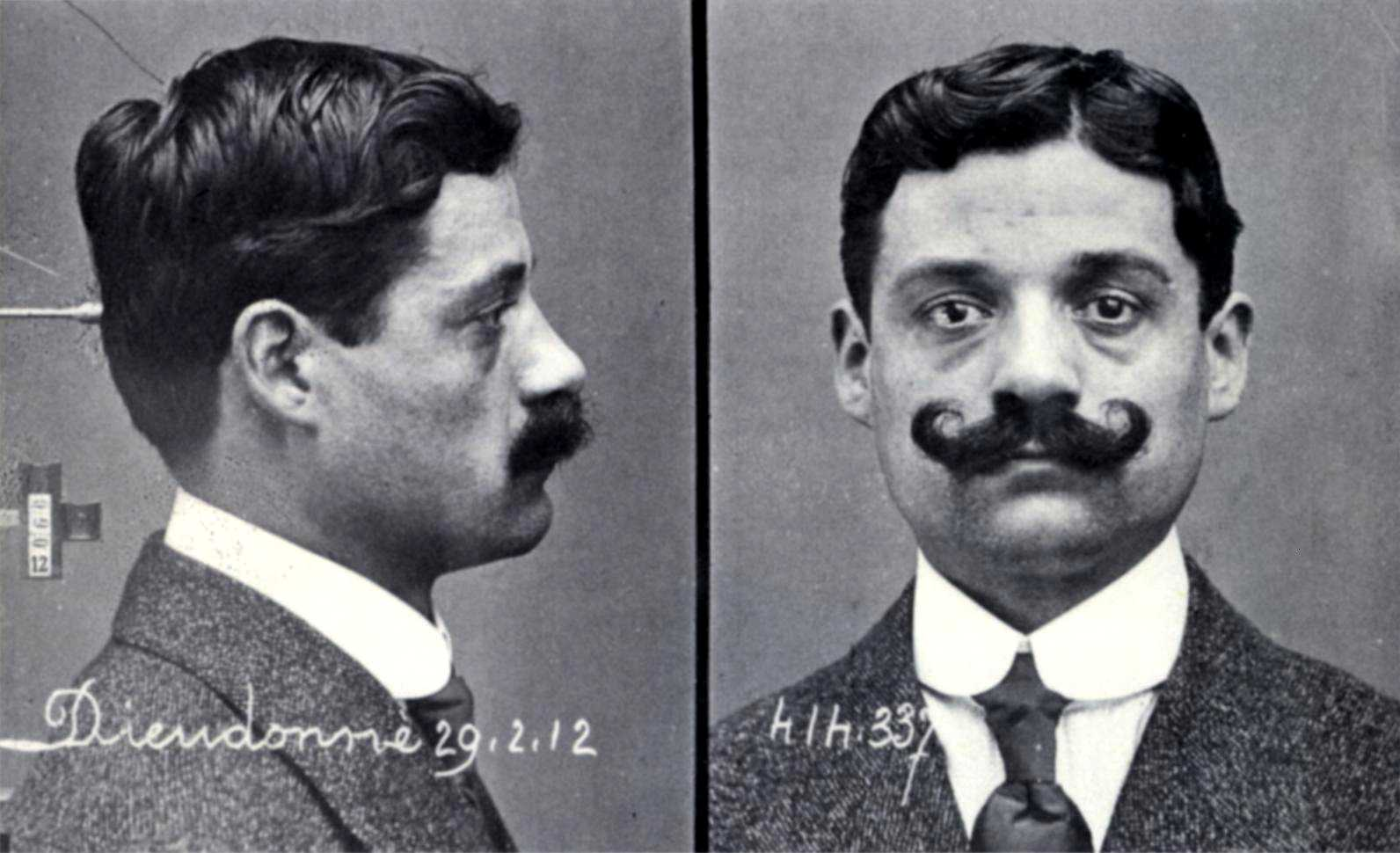
Photos anthropométriques d'Eugène Dieudonné en 1912

- à Nancy : Victor Engler (mort au Grand Quevilly en 1935), syndicaliste, d'abord anarchiste, puis militant communiste français, élu au Comité central du Parti communiste français (PCF) et dirigeant de la Fédération nationale des ports et docks CGT[5]. Il est exclu une première fois du PCF dès 1926, il l'est définitivement l'année suivante.
- 23 février à Nancy : Raymond Schwab, mort le 5 juin 1956 à Paris, est un écrivain et haut fonctionnaire français.
- 2 mars à Metz : Hermann Wendel[6] (décédé en 1936) était un homme politique allemand, historien, journaliste et écrivain. Il fut député au Reichstag de 1912 à 1918.
- 24 mars à Nancy : Eugène-Gabriel-Gervais-Laurent Tisserant, mort le 21 février 1972 à Albano-Laziale (Rome), orientaliste et cardinal français. Ayant vécu sous le pontificat de sept papes, il adopte une attitude progressiste au sujet de l'unionisme, la condamnation du Sillon, la crise néothomiste et moderniste.
- 10 avril à Éply : Eugène Darmois, mort le 4 novembre 1958,  physicien et chimiste français. Il est le frère aîné du mathématicien Georges Darmois, également inhumé à Eply.
- 1 mai à Nancy : Eugène Dieudonné (mort le 21 août 1944 à Eaubonne), anarchiste français, accusé à tort d'être membre de la bande à Bonnot, puis innocenté par Albert Londres.
- 21 juin à Thionville : Wendelin Thomas (décédé probablement en 1947[7]) était un homme politique allemand (SPD, USPD, KPD).
- 25 juillet à Lunéville : Henri Lignon, de son vrai nom Jean Baptiste Henri Digout,  mort le 30 octobre 1935 à Tarbes, est un coureur cycliste français. Il a été deux fois deuxième du championnat de France en 1907 et 1909, et seizième du Tour de France 1905.
- 2 août à Nancy : Victor Engler, mort au Grand-Quevilly le 9 décembre 1935, syndicaliste, d'abord anarchiste, puis militant communiste français, élu au Comité central du Parti communiste français (PCF) et dirigeant de la Fédération nationale des ports et docks CGT. Il est exclu une première fois du PCF dès 1926, il l'est définitivement l'année suivante.
- 3 août à Metz : Ilse Heller-Lazard (décédée 10 janvier 1934 à Neuilly-sur-Seine), est une peintre germano-suisse[8] issue de la bourgeoisie juive allemande, Ilse Rosy Lazard[9]. Elle a laissé de nombreux paysages et des portraits.
- 5 août à Nancy : Charles Demange, mort le 21 août 1909 à Épinal, écrivain français.
- 25 août à Épinal : Félix Chevrier, mort le  20 novembre 1962, secrétaire général de l'Œuvre de secours aux enfants (OSE), association à l'origine de la création des « maisons » de l'OSE en Creuse, puis « administrateur général des colonies d'enfants, internats et pouponnières, chargé des rapports avec les autorités administratives et directeur de la colonie de Chabannes ».
- 17 octobre à Wisembach : Albert Gorge (Görge dans son acte de naissance), décédé le 22 février 1970 à Melun (Seine-et-Marne, parlementaire français.
- 22 novembre à Remiremont : Raoul Bachmann, pilote automobile français[10] ayant participé aux deux premières éditions des 24 Heures du Mans en 1923 et 1924.
- 16 décembre à Metz : Walter Curt Behrendt (décédé le 26 avril 1945, à Norwich) est un architecte et urbaniste germano-américain.

## Décès
- 13 avril à Metz : Kurt von Schwerin, né le 4 avril 1817 à Königs Wusterhausen, général d'infanterie prussien et gouverneur de la forteresse de Metz.
- 28 juin à Art-sur-Meurthe : Charles-Louis-Marie-Yves, comte de Ludre, né à Port-sur-Seille le 1er novembre 1796, homme politique français.
- 26 juillet à Nancy : Joseph Piroux (né à Hadigny-les-Verrières le 2 janvier 1800[11]), professeur et éducateur français, précurseur dans l'éducation des sourds, fondateur de l'Institut des sourds et muets à Nancy en 1827.
- 30 octobre à Longeville-les-Metz : Auguste Karl Jos Migette, (né en 1802 à Trèves), est un peintre et dessinateur français[12]
- 3 novembre à Lunéville : Antoine Constant Saucerotte, né le 13 août 1805 à Moscou (Russie)[13], médecin français connu au XIXe siècle pour avoir écrit un grand nombre d'ouvrages de vulgarisation.
- 11 novembre à Frouard : Léon Vautrin, né à Lalœuf en 1820 [14], architecte français.